# Diocesi di Qacha's Nek
La diocesi di Qacha's Nek (in latino: Dioecesis Qachasnekensis) è una sede della Chiesa cattolica in Lesotho suffraganea dell'arcidiocesi di Maseru. Nel 2022 contava 279.120 battezzati su 619.330 abitanti. È retta dal vescovo Joseph Mopeli Sephamola, O.M.I.

## Territorio
La diocesi comprende per intero i distretti di Mokhotlong, Qacha's Nek e Quthing e in parte quello di Thaba-Tseka in Lesotho.
Sede vescovile è la città di Qacha's Nek, dove si trova la cattedrale del Santo Redentore.
Il territorio è suddiviso in 13 parrocchie.

## Storia
La diocesi è stata eretta il 3 gennaio 1961 con la bolla Sacrum Evangelium di papa Giovanni XXIII, ricavandone il territorio dalla diocesi di Maseru, elevata lo stesso giorno al rango di arcidiocesi metropolitana.

## Cronotassi dei vescovi
Si omettono i periodi di sede vacante non superiori ai 2 anni o non storicamente accertati.
- Joseph Delphis Des Rosiers, O.M.I. † (3 gennaio 1961 - 17 luglio 1981 dimesso)
- Evaristus Thatho Bitsoane † (17 luglio 1981 - 17 luglio 2010 deceduto)
  - Sede vacante (2010-2013)
- Joseph Mopeli Sephamola, O.M.I., dal 19 giugno 2013

## Statistiche
La diocesi nel 2022 su una popolazione di 619.330 persone contava 279.120 battezzati, corrispondenti al 45,1% del totale.
| anno | popolazione | popolazione | popolazione | presbiteri | presbiteri | presbiteri | presbiteri                | diaconi | religiosi | religiosi | parrocchie |
| anno | battezzati  | totale      | %           | numero     | secolari   | regolari   | battezzati per presbitero | diaconi | uomini    | donne     | parrocchie |
| ---- | ----------- | ----------- | ----------- | ---------- | ---------- | ---------- | ------------------------- | ------- | --------- | --------- | ---------- |
| 1969 | 69.767      | 195.787     | 35,6        | 24         | 1          | 23         | 2.906                     |         | 44        | 147       | 12         |
| 1980 | 109.349     | 225.000     | 48,6        | 20         | 3          | 17         | 5.467                     |         | 33        | 121       | 13         |
| 1990 | 138.285     | 294.070     | 47,0        | 11         | 2          | 9          | 12.571                    |         | 15        | 110       | 13         |
| 1999 | 178.995     | 350.971     | 51,0        | 15         | 5          | 10         | 11.933                    |         | 12        | 77        | 13         |
| 2000 | 181.242     | 357.496     | 50,7        | 14         | 3          | 11         | 12.945                    |         | 13        | 81        | 13         |
| 2001 | 182.322     | 364.645     | 50,0        | 14         | 4          | 10         | 13.023                    |         | 12        | 80        | 13         |
| 2002 | 184.780     | 371.937     | 49,7        | 17         | 7          | 10         | 10.869                    |         | 12        | 67        | 13         |
| 2003 | 187.830     | 378.767     | 49,6        | 16         | 7          | 9          | 11.739                    |         | 10        | 53        | 13         |
| 2004 | 189.551     | 382.933     | 49,5        | 16         | 7          | 9          | 11.846                    |         | 10        | 73        | 13         |
| 2007 | 195.342     | 395.016     | 49,5        | 18         | 8          | 10         | 10.852                    | 2       | 11        | 64        | 13         |
| 2010 | 194.500     | 395.000     | 49,2        | 14         | 7          | 7          | 13.892                    |         | 8         | 69        | 13         |
| 2014 | 203.396     | 596.379     | 34,1        | 15         | 11         | 4          | 13.559                    |         | 5         | 95        | 13         |
| 2017 | 274.000     | 608.000     | 45,1        | 22         | 11         | 11         | 12.454                    |         | 14        | 62        | 13         |
| 2020 | 277.290     | 615.230     | 45,1        | 12         | 12         |            | 23.107                    |         | 1         | 65        | 13         |
| 2022 | 279.120     | 619.330     | 45,1        | 13         | 13         |            | 21.470                    |         |           | 101       | 13         |